# Trochocyathus mitratus
Espèce
Statut CITES
Trochocyathus mitratus est une espèce éteinte de coraux de la famille des Caryophylliidae.